# Kulltorp, Kalmar kommun

Kulltorp är en by väster om Vassmolösa i Kalmar kommun. Åren 1844–1883 utgjorde orten mötes- och lägerplats till Kalmar regementes beväringsmanskap i Norra Möre härad och Södra Möre härad samt på Öland. Det med bakgrund till att Ölandsborna hade klagat på den långa marschvägen mellan Öland och regementets ordinarie mötes- och lägerplats på Hultsfreds slätt. I samband med att Kulltorp övergavs som mötes- och lägerplats försvann även byggnaderna. Sedan 1934 återfinns endast en minnessten som erinrar om den forna mötes- och lägerplatsen.